# Cyberjaya
Cyberjaya (wym. po malajsku sajbeːdżaja) (Zbitka wyrazowa od cyber, od cybernetyki i jaya, w jęz. malajskim sukces) – miasto w Malezji, w stanie Selangor, ok. 30 km na południe od centrum Kuala Lumpur stolicy kraju. 
Cyberjaya sąsiaduje z terytorium federalnym Putrajaya, administracyjną stolicą Malezji.

## Historia
Do 1975 dzisiejsza Cyberjaya była pod administracją dystryktu Hulu Langat. 
Pomysł stworzenia miasta ukierunkowanego na stymulowanie rozwoju nowych technologii, Cyberjaya, powstał w wyniku badania przeprowadzonego przez firmę konsultingową McKinsey dla Multimedia Super Corridor na zlecenie rządu federalnego Malezji w 1995. 
Ceremonii otwarcia Cyberjaya dokonał ówczesny premier Malezji Mahathir bin Mohamad 17 maja 1997.

## Siedziby przedsiębiorstw
W mieście zlokalizowanych jest wiele międzynarodowych firm i centrów danych. Wśród nich są: Huawei, Dell, DHL, HSBC, BMW, IBM, Panasonic, Fujitsu i inni.